# Profiel (object)

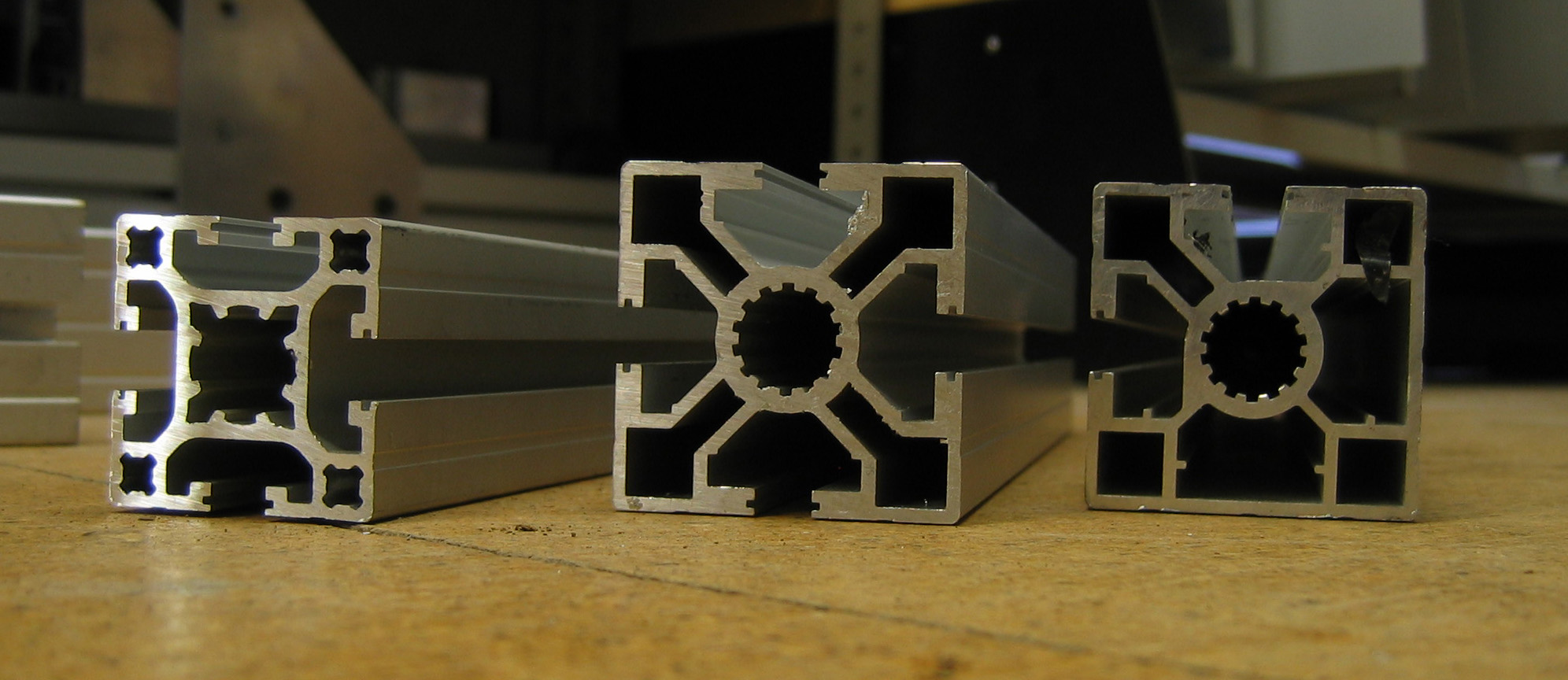
complexe ge-extrudeerde aluminiumprofielen

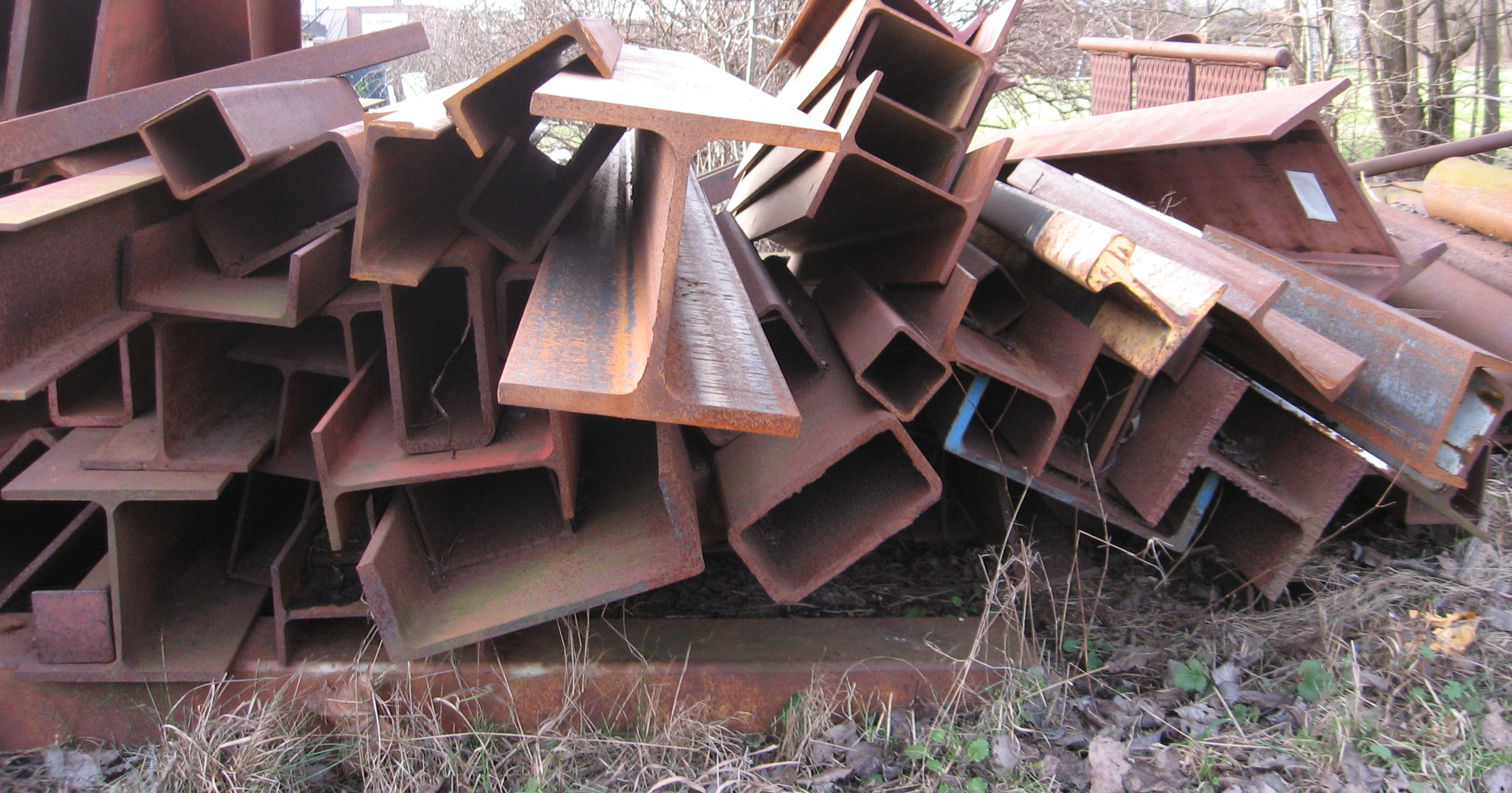
verschillende staalprofielen

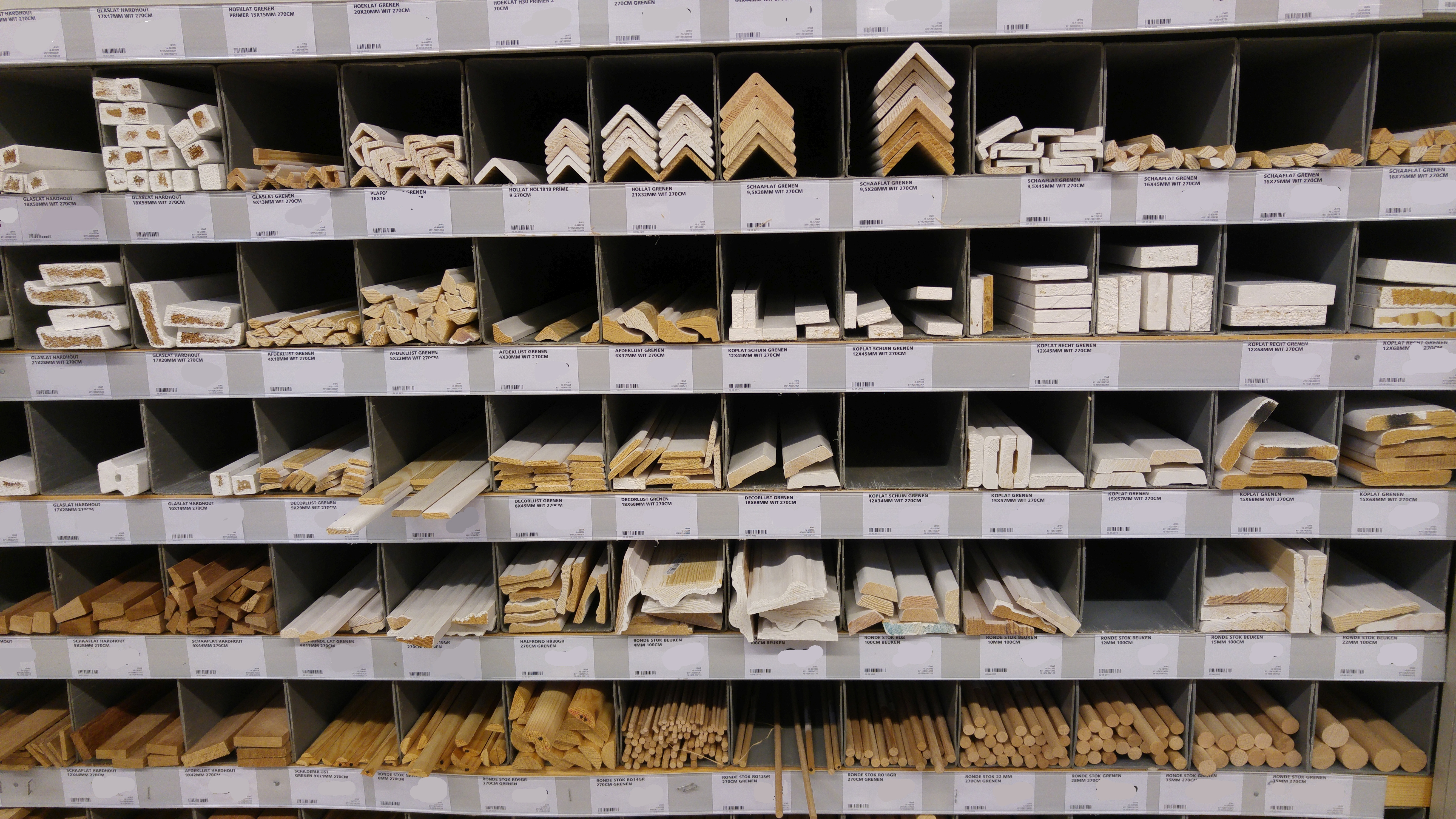
Sierprofielen voor omlijsting en afwerking van hout

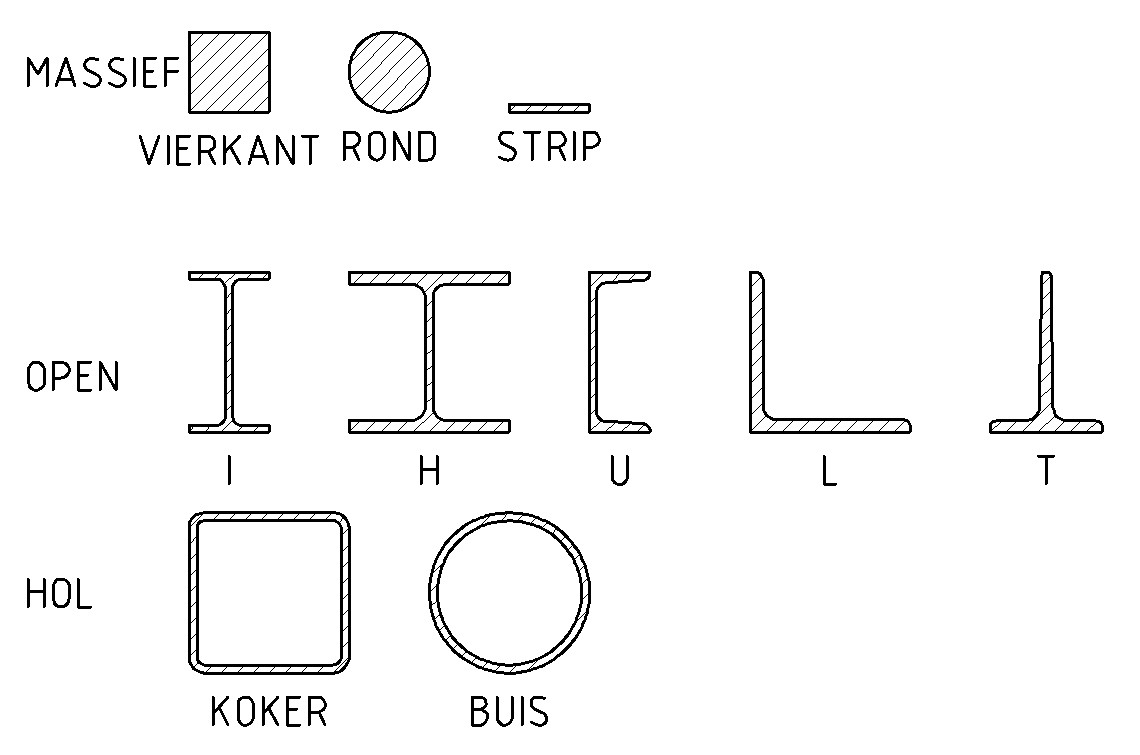
Overzicht van profieltypen gebaseerd op staalprofielen

Een profiel is de contour van de dwarsdoorsnede van een voorwerp. Een voorwerp met één dwarsdoorsnede kan in zijn totaliteit een profiel genoemd worden. De vorm van het profiel is aan de kopse kant te zien. Het profiel als voorwerp heeft over het algemeen een kleine dwarsdoorsnede ten opzichte van de lengte van het voorwerp.
De belangrijke profielvormen voor bouwelementen zijn ontstaan vanwege eigenschappen van de vorm. Voor sterkte en stijfheid van een profiel is het belangrijk dat er zo veel mogelijk materiaal aan de buitenzijde het profiel aanwezig is: zo is bijvoorbeeld het H-profiel ontstaan. Gesloten doorsneden, zoals buis zijn beter bestand tegen torderen en knikken. De vervorming, stijfheid en sterkte van een profiel kunnen bepaald worden met behulp van de balktheorie.

## Hoofdgroepen
Er zijn 3 hoofdgroepen profielen te onderscheiden:
- massief: rechthoekig, vierkant, rond, enz.
- open: H-, I-, U-, T-profielen, enz.
- hol of gesloten: buis (rond), koker (vierkant), veel geëxtrudeerde profielen, enz.

Complexe profielen kunnen combinaties van deze hoofdgroepen bevatten.
Bekende voorbeelden van een profiel zijn een balk en een buis.

## Fabricage
Een profiel kan met behulp van verschillende technieken worden gemaakt, waaronder:
- extruderen
- frezen
- zetten
- gieten
- lassen

Hoe een profiel gemaakt kan worden, hangt af van het materiaal, waarbij ook meetelt of het materiaal vervormbaar gemaakt kan worden. Het aantal vormen is in principe onbeperkt, maar wordt beperkt door fabricagekosten en -mogelijkheden.
Ook is het mogelijk profielen samen te stellen. Dat kan van één materiaal, maar men kan ook verschillende materialen samenvoegen. Een bekend voorbeeld hiervan is beton met wapeningsstaal, dat gewapend beton wordt genoemd.

## Toepassingen
Profielen kunnen worden gebruikt als kunstelement of bouwelement.
Een profiel van een kunstelement heeft vooral een esthetische functie, bijvoorbeeld bij lijstwerk.
Een profiel van een bouwelement is ontworpen om een functie mogelijk te maken, bijvoorbeeld een kozijn waarin een deur of raam past, of om een constructieve oplossing te bewerkstelligen.